# 里姆羅克科勒尼
里姆羅克科勒尼（英語：Rimrock Colony）是位於美國蒙大拿州圖勒縣的普查規定居民點。

## 人口
根據2020年美國人口普查的數據，里姆羅克科勒尼的面積為0.81平方千米，皆為陸地。當地共有人口105人，而人口密度為每平方千米129.63人。